# Olympia (Washington)

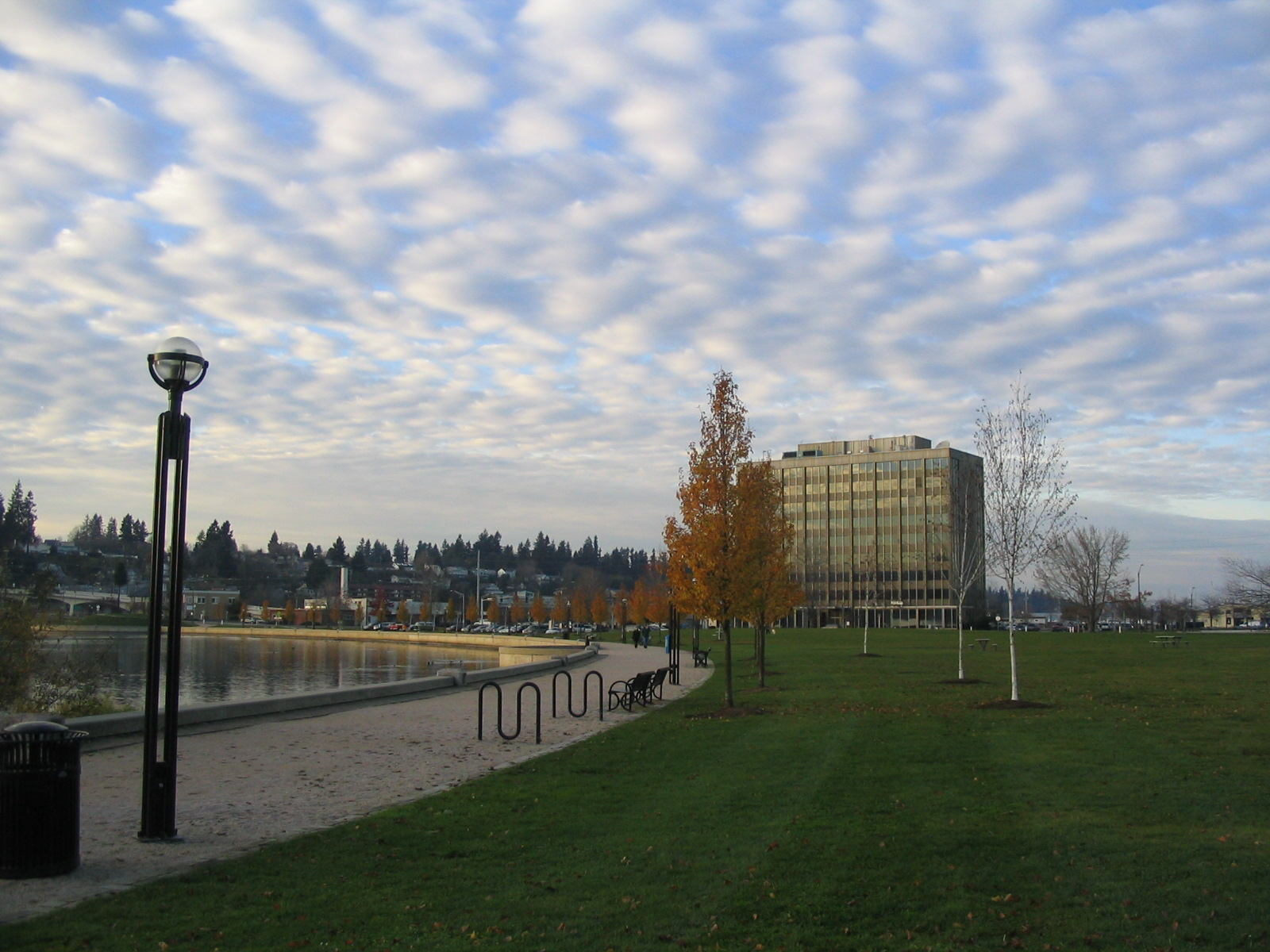
Olympia

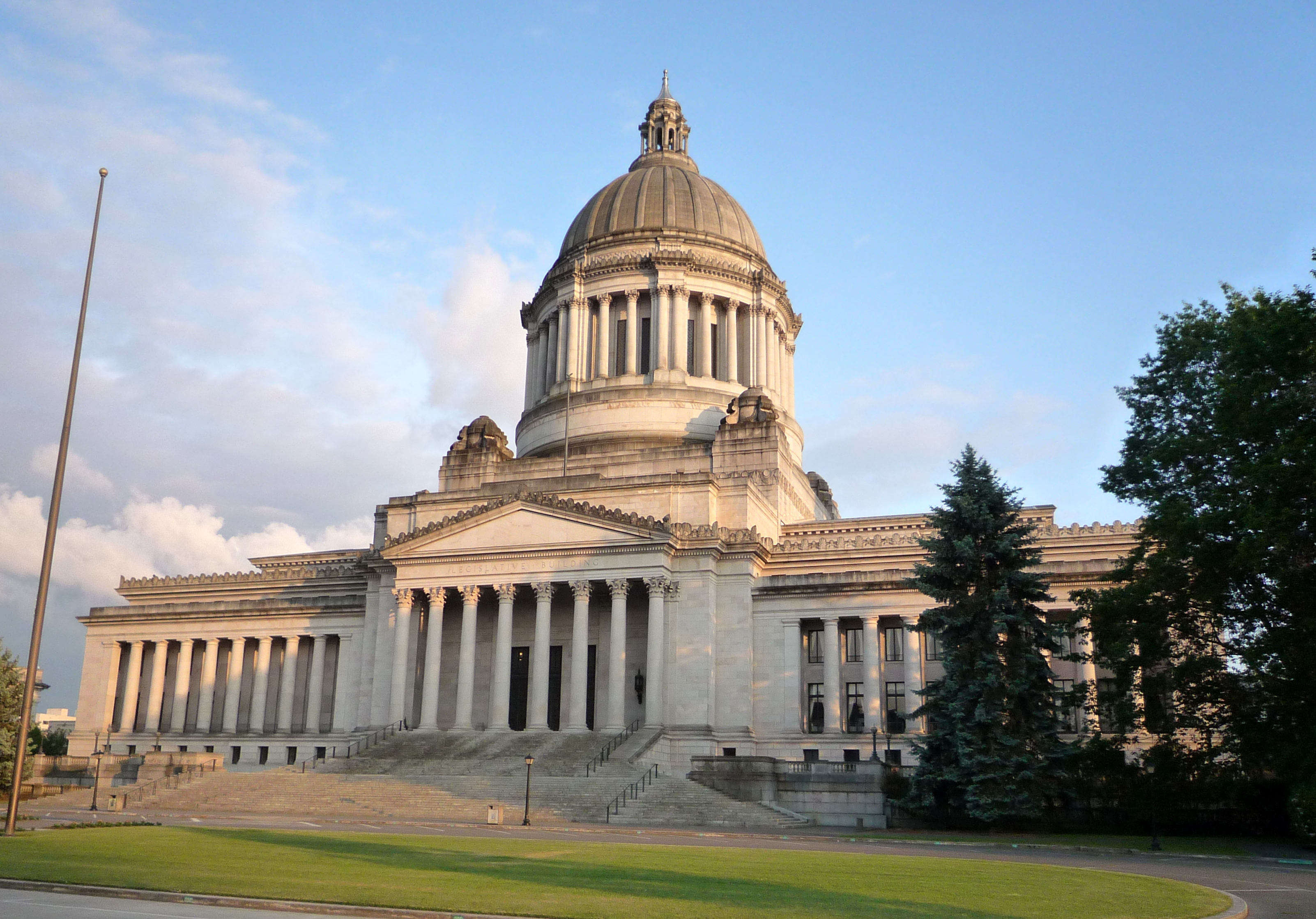
Seu del govern de Washington, Olympia

Olympia és la capital de l'estat de Washington, als Estats Units d'Amèrica.
Va ser incorporada a la Unió el 28 de gener de 1859. Segons el cens de 2000 té una població de 42.514 habitants. És també la seu administrativa del Comtat de Thurston, el qual inclou inclou també les ciutats de Lacey i Tumwater, i que té una població de 224.100 habitants.
La ciutat és el centre de l'activitat cultural i d'oci de la zona sud de la regió Puget Sound.

## Població
- 42.514 habitants.

## Geografia
47° 2′ 33″ N, 122° 53′ 35″ O / 47.04250°N,122.89306°O
- Altitud: 39 metres.
- Latitud: 47° 02′ 17″ N
- Longitud: 122° 53′ 57″ O